# Lippo Hertzka
Lipót Hertzka, mais conhecido como Lippo Hertzka (ou Herczka) (Budapeste, 19 de novembro de 1904 — Montemor-o-Novo, 14 de março de 1951), foi um treinador e ex-futebolista austro-húngaro, que atuava como ponta-de-lança.

## Carreira

### Como jogador
Na posição de ponta, atuou por Schwarz-Weiß Essen, MTK Budapest e Real Sociedad.

### Como treinador
Como técnico, dirigiu Real Sociedad, Athletic Bilbao, Sevilla, Real Madrid, Hércules e Recreativo de Granada (atual Granada CF) (na Espanha), além de Benfica, Belenenses, Académica de Coimbra, Vila Real, Porto, Portimonense, Estoril Praia e União de Montemor-o-Novo (em Portugal). Conquistou três Campeonatos Portugueses pelo Benfica e um Campeonato Espanhol invicto pelo Real Madrid, que foi o primeiro título madridista dessa competição.

## Títulos

### Como treinador
Athletic Bilbao
- Campeonato da Biscaia: 1926 e 1928

Sevilla
- Copa da Andaluzia: 1928–29 e 1929–30

Real Madrid
- Campeonato Espanhol: 1931–32 (invicto)
- Campeonato Mancomunado: 1931 e 1932

Benfica
- Campeonato Português: 1936-37 e 1937-38

## Campanhas de destaque
Benfica
- Campeonato Português: 1947–48 (vice-campeão)

## Vida pessoal
Seu irmão, Desidério Hertzka, também foi treinador e futebolista.